# کولونیال ایر ترنسپورت
کولونیال ایر ترنسپورت (به انگلیسی: Colonial Air Transport) یک شرکت هواپیمایی است که در ۱۹۲۶ میلادی تأسیس شده‌است و دفتر مرکزی آن در بوستون، ایالات متحده آمریکا قرار دارد.